# Fårenässjön
Fårenässjön är en sjö i Finspångs kommun i Östergötland och ingår i Nyköpingsåns huvudavrinningsområde. Sjön har en area på 0,134 kvadratkilometer och ligger 68,9 meter över havet.

## Delavrinningsområde
Fårenässjön ingår i det delavrinningsområde (652467-152023) som SMHI kallar för Utloppet av Fjälaren. Medelhöjden är 65 meter över havet och ytan är 31,2 kvadratkilometer. Det finns ett avrinningsområde uppströms, och räknas det in blir den ackumulerade arean 51,83 kvadratkilometer. Tisnare Kanal som avvattnar avrinningsområdet har biflödesordning 3, vilket innebär att vattnet flödar genom totalt 3 vattendrag innan det når havet efter 106 kilometer. Avrinningsområdet består mestadels av skog (86 procent). Avrinningsområdet har 2,4 kvadratkilometer vattenytor vilket ger det en sjöprocent på 7,7 procent.